# Commaladera testacea
Commaladera testacea är en skalbaggsart som beskrevs av Moser 1911. Commaladera testacea ingår i släktet Commaladera och familjen Melolonthidae. Inga underarter finns listade i Catalogue of Life.